# Jana Jarolímová
Jana Jarolímová (* 22. března 1937 Praha), po provdání nejprve Vodrážková, poté Kopicová, je československá závodnice v jízdě na saních.

## Životopis

### Běžecké lyžování
Narodila se v Praze do rodiny truhláře Aloise Jarolíma. Ten po druhé světové válce využil nabídky a odešel s celou rodinou v rámci osídlování československého pohraničí do Lázní Libverdy ve Frýdlantském výběžku na severu země. Jarolímové v té době bylo osm let a začala chodit do tamní jednotřídní základní školy. Současně se stala také členkou místního Sokola, kde se pod vedením Oldřicha Hrdličky věnovala běžeckému lyžování. V tomto sportu dosáhla významnějšího úspěchu jako dorostenka, kdy v sezóně 1953/1954 vyhrála okresní přebory.

### Sáňkařství
Na počátku roku 1954 se konala zimní spartakiáda ve Smržovce, která je střediskem českého sáňkařství. Na doporučení svého trenéra Hrdličky tak Jarolímová změnila sportovní zaměření a začala se věnovat jízdě na saních. Během závodu na zimní spartakiádě sice vyjela z tratě, ale hned se zase vrátila a jízdu dokončila. Po soutěži se začala sáňkování intenzivně věnovat. Trénovala jednak na Jizerce, tak také v přírodní dráze nad Bílým Potokem, která se nacházela nedaleko jejího libverdského bydliště. V jízdách se postupně zlepšovala a následně přestoupila do TJ Textilana Liberec. Nejprve závodila v disciplíně dvojic, v níž byl jejím partnerem Erich Peukert ze Smržovky. Od poloviny padesátých let 20. století začala Jarolímová upřednostňovat jízdu na jednomístných saních. Přesto se vedle nich stále věnovala i jízdám ve dvojicích, jež absolvovala spolu s Horstem Urbanem.
První mistrovský titul získala Jarolímová, coby reprezentantka liberecké Textilany, v jízdě na jednomístných saních na sedmém sáňkařském mistrovství republiky, které se od 25. do 26. února 1956 konalo v Lázních Libverdě. O rok později na šampionátu v Tatranské Lomnici svůj titul v konkurenci 72 závodnic obhájila. Na následujícím šampionátu konaném roku 1958 znovu v Tatranské Lomnici uspěla v soutěži družstev, když mistrovský titul získala ve smíšené dvojici s Erichem Peukertem. Stejný úspěch zopakovali i na následujícím, desátém republikovém mistrovství, jež se konalo na Ještědu roku 1960. Roku 1961 ještě získala na šampionátu, který se konal na dráze v Hrebienku ve Vysokých Tatrách, druhé místo v závodu jednotlivců a čtvrté místo mezi dvojicemi žen.
Roku 1963 se českoslovenští sportovci připravovali v polské Krynici na zimní olympijské hry, jež se roku 1964 konaly v rakouském Innsbrucku. Jarolímová již zde chyběla, neboť měla před svatbou a těhotná s dcerou Ivetou. Když se v roce 1964 k závodění – již pod příjmením Vodrážková – vrátila, vyjela si spolu s Jiřím Hrdinou na dráze na Ještědu titul v kategorii smíšených dvojic. O rok později uspěla v silně obsazeném mezinárodním závodě na Ještědu a získala svůj poslední titul mistryně republiky. V témže roce s vrcholovým sportem skončila.
Roku 1965 se znovu provdala a pod příjmením Kopicová se účastnila veteránských sáňkařských závodů. Ty se konají především v Německu, kde je tento sport oblíbený. I na těchto kláních uspěla a v letech 1980 a 1981 vyhrála. O rok později navíc skončila na druhém místě.